# Kaakkurinjärvi
Iso Kaakkurijärvi eller Kaakkurinjärvi är en sjö i Finland. Den ligger i kommunen Pudasjärvi i landskapet Norra Österbotten, i den centrala delen av landet, 600 km norr om huvudstaden Helsingfors. Iso Kaakkurijärvi ligger 108 meter över havet. Arean är 84,5 hektar och strandlinjen är 4,9 kilometer lång. Sjön  ingår i Ijo älvs huvudavrinningsområde.   Den ligger vid sjön Ontamojärvi.